# Streetlife Serenade
Streetlife Serenade fue el tercer álbum de Billy Joel, y su segundo con Columbia Records.
Streetlife Serenade Fue lanzado al mercado en 1974, después de éxitos como "Piano Man" y "Captain Jack" del álbum Piano Man. Mientras que álbum no gozó del éxito financiero como sus predecesores, marcó el comienzo del enfriamiento de las relaciones con los críticos de la música y con la industria musical. En la canción "The Entertainer", Billy Joel se mofa de los ejecutivos que les interesa muy poco el artista musical o sus sentimientos:
| Inglés | Español |
| --- | --- |
| "I am the entertainer," "I've come to do my show," "You've heard my latest record," "it's been on the radio" "It took me years to write it," "they were the best years of my life" "It was a beautiful song but it ran too long" "If you're gonna have a hit you gotta make it fit" "So they cut it down to 3:05" | " Soy el actor," " He venido a hacer mi espectáculo," " Han oído de mi último disco," " Ha estado en la radio" " Me tomó años escribirlo," " Fueron los mejores años de mi vida" " Era una hermosa canción pero duraba demasiado" " Si quieres tener un éxito tendrás que ajustarlo" " Entonces ellos lo cortarán a 3:05" |

"The Entertainer" alcanzó el #34 en las listas.

## Lista de canciones
Todas las canciones por Billy Joel.
1. "Streetlife Serenader" – 5:17
2. "Los Angelenos" – 3:41
3. "The Great Suburban Showdown" – 3:44
4. "Root Beer Rag" (instrumental) – 2:59
5. "Roberta" – 4:32
6. "The Entertainer" – 3:48
7. "Last of the Big Time Spenders" – 4:34
8. "Weekend Song" – 3:29
9. "Souvenir" – 2:00
10. "The Mexican Connection" (instrumental) – 3:37